# Горда (балет)
«Горда» (груз. გორდა) — балет грузинского композитора Давида Торадзе, состоящий из 4 актов и 10 картин.

## История
Премьера балета «Горда» состоялась 30 декабря 1949 года в Грузинском театре оперы и балета имени Палиашвили. Главные партии исполняли: Горда — Вахтанг Чабукиани (также работавший над этим спектаклем как балетмейстер), Ирема — Вера Цигнадзе, Мамия — Зураб Кикалейшвили, Джавара — Ирина Алексидзе. В 1957 году в том же театре была поставлена вторая редакция балета.
Пожар в театре в 1973 году полностью уничтожил декорации и костюмы, и руководству пришлось восстанавливать несколько спектаклей. Среди них был балет «Горда», премьера которого состоялась в июле 1974 года во Дворце профсоюзов.
В 1985 году была поставлена новая редакция «Горды». Следующая редакция «Горды» относится к 1996 году (театр Зураба Кикалейшвили).
В 2016 году балет был возрождён по инициативе Нино Ананиашвили, руководителя балетной труппы театра имени Палиашвили. Декорации для балета создал Давид Монавардисашвили, костюмы — Анна Калатозишвили, музыкальным руководителем стал дирижёр Давид Мукерия.

## Сюжет
Балет «Горда» основан на сюжете рассказа «Сурамская крепость» Даниела Чонкадзе, а он в свою очередь — на материале грузинской народной легенды, повествующей о строительстве Сурамской крепости.
Юный ваятель Горда отвергает любовь княжны Джавары ради прекрасной дочери царя Иремы. Избавляя Ирему от притязаний Халифа на её руку, Горда женится на ней. Бессильны попытки коварной княжны помешать его счастью: победа Горды над иноземными захватчиками предотвращает гибель его сына Бадри, которой требовала ставшая прорицательницей Джавара. Народ прославляет победителя.

## Награды
В 1951 году за постановку балета «Горда» Вахтангу Чабукиани была присуждена Сталинская премия второй степени.